# Kolari (plaats)
Kolari is een dorp binnen de Finse gemeente met dezelfde naam. Het is het grootste dorp en het bestuurscentrum van de gemeente.
Kolari ligt als een lintbebouwing aan een zijweg van de E8; deze zijweg loopt langs de Muoniorivier. Kolari vormt samen met haar Zweedse tegenhanger Kaunisjoensuu een van de weinige mogelijkheden de rivier per brug over te stekken.
Kolari heeft een bus- en treinstation. Bussen rijden naar het noorden Muonio; zuiden Pello, Kemi; en oosten. Het treinstation is minder druk. Eenmaal per twee dagen arriveert een trein vanuit Tornio; en eenmaal per twee dagen gaat die weer terug. Belangrijker is het goederenvervoer per trein, voornamelijk hout.
Ten noorden van Kolari ligt de betonfabriek Äkäsjoensuu aan het eind/begin van de spoorlijn; het ligt midden in de bossen.